# فاليري كينغ
فاليري كينغ هي عَالِمَة حاسوب كندية، ولدت في القرن العشرين.